# Lior Raz
Lior Raz (Ma'ale Adoemim, 24 november 1971) is een Israëlische acteur en scenarioschrijver. Hij is vooral bekend dankzij de rol van Doron Kabilio in de serie Fauda en die van Segev Azulai in Hit & Run.

## Levensloop
Raz werd geboren in een Israëlische nederzetting op de Westelijke Jordaanoever, zeven kilometer bij Jeruzalem vandaan. Zijn ouders emigreerden vanuit Irak en Algerije naar Israël. Daardoor leerde Raz ook goed Arabisch spreken, hoewel hij het Hebreeuws beschouwt als zijn moedertaal. Zijn vader diende bij de veiligheidsdienst Sjin Bet en de commando-eenheid Sjajetet 13.
Raz' vriendin Iris Azulai, met wie hij drie jaar een relatie had, werd in oktober 1990 in Jeruzalem doodgestoken door een Palestijnse Arabier in Jeruzalem. De dader kwam in 2011 op vrije voeten als onderdeel van de gevangenenruil rond de vrijlating van Gilad Shalit, een Israëlische soldaat die vijf jaar eerder door Hamas was ontvoerd.
Na de middelbare school ging Raz in militaire dienst, waar hij actief was bij de elite-commando-eenheid Sayeret Duvdedan. Na zijn vertrek uit het leger was hij nog twintig jaar reservist bij deze eenheid. Raz trok na zijn vertrek uit het leger in 1993 naar de Verenigde Staten, waar hij onder andere werkte als beveiliger van Arnold Schwarzenegger. 
Na zijn terugkeer in Israël studeerde hij aan een toneelschool Tel Aviv. In zijn eerste jaren als acteur speelde hij in het theater en had verschillende kleine rolletjes in Israëlische tv-series. Vanaf 2010 werden zijn rollen steeds iets groter en de films en series waarin hij speelde bekender. Zo was hij in 2014 te zien in de film The Kindergarten Teacher en in 2018 in de historische film Operatie Finale, waarin hij Isser Harel speelde.
Samen met Avi Issacharoff zat hij vanaf 2014 achter de serie Fauda. In de serie is Raz te zien als Doron Kabilio, de commandant van een Israëlische undercovereenheid. Met de serie maakte Raz definitief zijn internationale doorbraak. In Israël werd de serie goed ontvangen. Zo ontving Fauda in 2016 zes Ophirs, de nationale Israëlische filmprijs die jaarlijks wordt uitgereikt. Twee jaar later ontving Fauda zelfs elf Ophirs. 
Netflix lanceerde in augustus 2021 een nieuwe serie met Raz in de hoofdrol, te weten Hit & Run. Deze serie was een stuk minder succesvol en werd na één seizoen gestaakt.
Tijdens de aanval van Hamas op Israël in oktober 2023 werd Raz ingezet om twee Israëlische families in Sderot in veiligheid te brengen.